# 화천군수
화천군수는 강원특별자치도 화천군의 군수이다.

## 같이 보기
- 화천군수 선거